# Radroute Dortmund-Ems-Kanal
De Radroute Dortmund-Ems-Kanal (Dortmund-Eemskanaal-fietsroute) is een langeafstandsfietsroute in Duitsland. De route volgt het Dortmund-Eemskanaal van de aansluiting op de Rijn in Dortmund tot de aansluiting op de Eems bij Emden. De route loopt daarna door tot de Noordzee in Norden. De route is bewegwijzerd in twee richtingen.

## Traject
De route start in Dortmund aan de Rijn waar kan worden aangesloten op de  EuroVelo EV15 Rijnroute. De route volgt het Dortmund-Eemskanaal. 
In Münster kan worden aangesloten op de EuroVelo EV2 Hoofdstedenroute, EuroVelo EV3 Pelgrimsroute, op de Friedensroute en op de 100 Schlösser Route.
Bij Leer sluit de EuroVelo EV12 Noordzeeroute aan. Deze loopt parallel mee tot eindpunt Norden. In Emden aan het einde van het kanaal kan worden aangesloten op de Internationale Dollardroute.

## Aansluitingen met Europese routes
- In Dortmund kan worden aangesloten op de EuroVelo EV15 Rijnroute.
- In Münster kan worden aangesloten op de EuroVelo EV2 Hoofdstedenroute.
- In Münster kan worden aangesloten op de EuroVelo EV3 Pelgrimsroute.
- Tussen Leer en Norden loopt de route parallel met de EuroVelo EV12 Noordzeeroute.

## Aansluitingen met andere fietsroutes
- In Münster kan worden aangesloten op de Friedensroute.
- In Münster kan worden aangesloten op de 100 Schlösser Route.
- In Emden kan worden aangesloten op de Internationale Dollardroute.
- Op elk willekeurig punt kan gebruik worden gemaakt van het fietsroutenetwerk ter plaatse.